# Alberto Acosta
Alberto Acosta (Arocena, Argentina, 23 d'agost de 1966) és un exfutbolista argentí. Va disputar 19 partits amb la selecció de l'Argentina.